# Juin 2008 en France
Chronologie de la France
2006 en France - 2007 en France - 2008 en France - 2009 en France - 2010 en France
Janvier - Février - Mars - Avril - Mai - Juin - Juillet - Août - Septembre - Octobre - Novembre - Décembre -

## Chronologie

### Dimanche1erjuin
Faits divers
- Le tribunal de grande instance de Lille, en vertu de l'article 180 du Code civil — « S'il y a erreur sur la personne, ou sur des qualités essentielles de la personne, l'autre époux peut demander la nullité » — annule le mariage entre deux musulmans car l'épouse n'était plus vierge le jour de ses noces alors qu'elle avait juré l'être. Cette décision, mettant en exergue un droit religieux et communautaire, engendre une vaste polémique dans le pays. Cependant l'épouse cède aux pressions dès le 3 juin pour sortir techniquement d'une procédure qui s'annonce longue et pour retrouver rapidement sa liberté.
- Décès à Paris du couturier Yves Saint Laurent (71 ans).

### Lundi 2 juin
Politique
- Le premier ministre, François Fillon, se pose en chef d'orchestre du gouvernement sur une partition écrite par le président de la République. Il défend ainsi sa place dans l'exécutif alors que beaucoup dans la majorité spéculent déjà sur son effacement et même son possible départ, depuis que se réunissent au Palais de l'Élysée, sans lui, sept ministres autour de Nicolas Sarkozy.

Culture
- Décès à Paris de l'historien et journaliste austro-hongrois François Fejtö (98 ans). Il était le spécialiste de l'histoire de l'Europe centrale (Mitteleuropa). Son livre le plus connu est Requiem pour un empire défunt (1988).

Faits divers
- Drame d'Allinges : un bus scolaire transportant 50 élèves de cinquième (12-14 ans), cinq parents et le chauffeur a été percuté de plein fouet, vers 14 heures, par un train express régional filant à 110 km/h sur la ligne Évian-Genève en Haute-Savoie. Sept enfants ont été tués et vingt-sept autres personnes ont été blessés. La collision a broyé l'arrière du bus avant de le sectionner en deux. Selon les premiers témoignages, le chauffeur se serait engagé sur le passage à niveau au moment où se déclenchait la signalisation automatique et se serait immobilisé sur la voie pour une raison inconnue.
- Deux anciens membres de l'association L'École en bateau  qui proposait des croisières éducatives à des adolescents, sont mis en examen pour « viols » et « agressions sur mineurs de 15 ans par personnes ayant autorité ».
- Début de la radioscopie des 1 500 hectares de la forêt de la Comté implantée à une trentaine de kilomètres à l'est de Clermont-Ferrand. Cette forêt concentre les cinq types de bois européens des zones tempérées : chênaies et charmais humides et non humides, forêts de ravins humides et secs, forêts de plantation. Des centaines de milliers d'organismes vivants vont durant deux ans être répertoriés, traités, identifiés et analysés durant les deux années de la mission. Ce qui intéresse les scientifiques est de comprendre comment une forêt européenne lourdement exploitée pendant des siècles, proche des zones habitées, a su trouver un équilibre écologique.

### Mardi 3 juin
Politique
- Le Parlement vote le projet de réforme des institutions par 315 voix (295 UMP, 17 NC) contre 231 (190 PS, 24 PC et verts), 23 abstentions (6 NC) et 4 absents (4 PS). Les points clés sont
  - Réforme des droits du président de la République : nouveau droit d'expression du président de la République devant les deux chambres réunies en Congrès, limitation du pouvoir présidentiel : deux mandats présidentiels consécutifs au maximum, avis des commissions pour les nominations les plus importantes et pouvoir de veto sur une majorité des 3/5, suppression du droit de grâce.
  - Réforme des droits du gouvernement : le recours au 49-3, qui permet l'adoption d'un texte sans vote est limité à deux fois par session de neuf mois, le gouvernement doit tenir informer le Parlement des interventions extérieures des forces armées dans les trois jours, la prolongation après quatre mois nécessite un vote de l'Assemblée.
  - Réforme des droits des députés : droit au retour automatique au Parlement pour les ministres qui quittent leur fonction gouvernementale, sans passer par une élection législative partielle.
  - Réforme des droits du Parlement : Les chambres auront une plus grande maîtrise de leur ordre du jour, la discussion s'engage sur le texte adoptée en commission et non plus sur celui du gouvernement, le Parlement se voit dévolu un rôle d'évaluation des politiques publiques, les députés ne pourront désormais dépasser le nombre de 577. Les Français résident à l'étranger seront représentés au Sénat, institution d'un référendum d'initiative populaire.
  - Réforme des droits du citoyen : Les justiciables acquièrent le droit de demander aux tribunaux de saisir le Conseil constitutionnel pour statuer sur la conformité d'une loi qu'ils prétendent leur opposer, le droit de saisir le Conseil supérieur de la magistrature et le droit de saisir le « défenseur des citoyens » s'il s'estime lésé par le fonctionnement d'un service public.
  - Le référendum reste obligatoire pour l'adhésion d'un pays à l'Union européenne « lorsque la population de cet État représente plus de cinq pour cent de la population de l'Union européenne ».

Faits divers
- Un laboratoire clandestin de médicaments est démantelé à Messimy dans la banlieue lyonnaise. Il fonctionnait depuis plus de six ans et fabriquait des médicaments pour des centaines de malades atteints du cancer. Neuf personnes ont été arrêtées. De fait, ce laboratoire est lié à l'association "Choisis la vie" qui depuis les années 1950 défend les travaux du docteur Jean Solomidès (mort en 1979) et de son procédé physiâtrons synthétiques.

### Dimanche 8 juin
Politique
- Congrès statutaire à Nanterre du petit mouvement écologiste « Cap 21 », fondé et présidé par l'ex-ministre Corinne Lepage. Comptant quelque trois mille adhérents, il devient désormais un parti associé au Mouvement démocrate de François Bayrou. Corinne Lepage devient vice-présidente du Modem.
- Sur Canal+, Arlette Laguiller, porte-parole historique de Lutte ouvrière estime que les syndicats doivent engager une grève générale en partant de la base ouvrière comme en mai 1968.

### Lundi 9 juin
Faits divers
- Grand changement sur TF1, le présentateur historique du journal télévisé de 20 heures, Patrick Poivre d'Arvor, est évincé au profit de Laurence Ferrari à partir de septembre.

### Mercredi 11 juin
Politique
- Le président Nicolas Sarkozy présente la troisième vague de son plan pour réformer l'État comprenant soixante mesures concernant son organisation.

Faits divers
- Le secrétaire général de la CGT, Bernard Thibault découvre dans sa voiture une carte électronique d'espionnage (mouchard).

Culture
- Décès à Paris du comédien Jean Desailly (87 ans).

### Jeudi 12 juin
Politique
- Le président kazakhe Noursoultan Nazarbaïev, en visite officielle en France, signe un partenariat stratégique afin d'inciter les entreprises françaises à être plus présentes et à investir au Kazakhstan. L'objectif est d'augmenter les échanges avec la France à hauteur de 10 milliards de dollars.
- La ministre de l'économie Christine Lagarde annonce que la France a créé 70 700 postes de travail au premier trimestre 2008, soit presque autant qu'au trimestre précédent (78 000).
- Le premier ministre François Fillon annonce la signature d'un accord stratégique avec le groupe sud-coréen STX Offshore & Shipbuilding, groupe qui la même année avait racheté par surprise Aker Yards propriétaire (Chantiers de l'Atlantique). Pour quelques dizaines de millions d'euros, l'État français via le Fonds stratégique d'investissement acquiert 9 % du capital des ex-Chantiers de l'Atlantique, devenus « Aker Yards France, rebaptisé STX France », ce qui avec la participation de 25 % déjà détenue par Alstom permet à aux intérêts français de détenir la minorité de blocage et permettra à l'État de s'opposer utilement « à certains choix de stratégie ou d'investissements », comme préserver la capacité de la France à construire de grands bateaux pour la Défense nationale et prévenir de lourds transfert de technologies vers la Corée. Selon le président Nicolas Sarkozy, « Cet accord préserve les intérêts de la Défense nationale et montre qu'une politique industrielle active est à même de sécuriser la présence et le développement en France des activités stratégiques du tissu industriel national ». Dans cette affaire, la France a bénéficié de l'appui direct de l'Union européenne.
- Un mouvement revendicatif de parents d'élèves et d'enseignants occupent plusieurs centaines d'écoles dans 53 départements pour protester contre les « dangers » supposés des nouvelles mesures du gouvernement en matière d'éducation. Ils critiquent en particulier les nouveaux programmes du primaire et la réorganisation de la semaine scolaire avec la suppression des cours le samedi matin et les suppressions de postes.

Faits divers
- À la suite de la collision de Mésinges, le Réseau ferré de France préconise la fermeture de 340 passages à niveau parmi les plus risqués dans un délai de dix ans, moyennant un budget d'un milliard €. Il en reste encore quelque 16 000.

### Vendredi 13 juin
Politique
- Le président américain George W. Bush clôt sa tournée diplomatique d'adieu par deux jours à Paris et célèbre la réconciliation franco-américaine.
- Le parlement vote définitivement la loi sur la réforme du marché du travail issue de l'accord des partenaires sociaux. Elle comporte notamment la fin du CNE et la fin de la rupture de contrat de gré à gré. Le MEDEF se réjouit de cette « flexisécurité à la française qui invente de nouveaux mécanismes pour faire baisser le chômage. »
- Une commission  présidée par Roger Guesnerie, titulaire d'une chaire de théorie économique et organisation sociale au Collège de France, est chargée de la réforme des manuels scolaires d'économie afin de réconcilier les professeurs d'économie et les dirigeants d'entreprises. Parmi les membres de la commission : Michel Pébereau (président de BNP Paribas), Sylvain David (président de l'APSES) et Jean Étienne (doyen des inspecteurs généraux des sciences économiques et sociales).
- Le ministre de l'immigration Brice Hortefeux se déclare « très choqué, très heurté » par les propos généraux tenus par le Mouvement des indigènes de la République et par leur idéologie sulfureuse, sous surveillance des RG et des services de justice. Le ministre de l'immigration demande au ministre de la Justice Rachida Dati d'être particulièrement vigilante à toute dérive.

Faits divers
- Selon le ministère des Finances, quelque 1,1 million de foyers (contre 830 000 en 2006) ont pas ou mal rempli sur leur déclaration fiscale, les informations qui leur auraient permis de bénéficier de la prime pour l'emploi.
- « L'Oiseau blanc », l'avion PL 8-01 construit par Pierre Levasseur, de Charles Nungesser et François Coli se serait écrasé en mer près des côtes de Saint-Pierre-et-Miquelon, selon des indices récemment découverts.
- Le groupe TF1 procède à une réorganisation profonde de l'information et de la régie publicitaire. Le Directeur général adjoint Robert Namias et le présentateur vedette Patrick Poivre d'Arvor sont sur le départ. Jean-Claude Dassier est chargé de rapprocher les rédactions de TF1 et de LCI. Nonce Paolini devient le nouveau directeur de la régie.

### Samedi 14 juin
Politique
- Visite du chef de l'État au Puy du Fou.

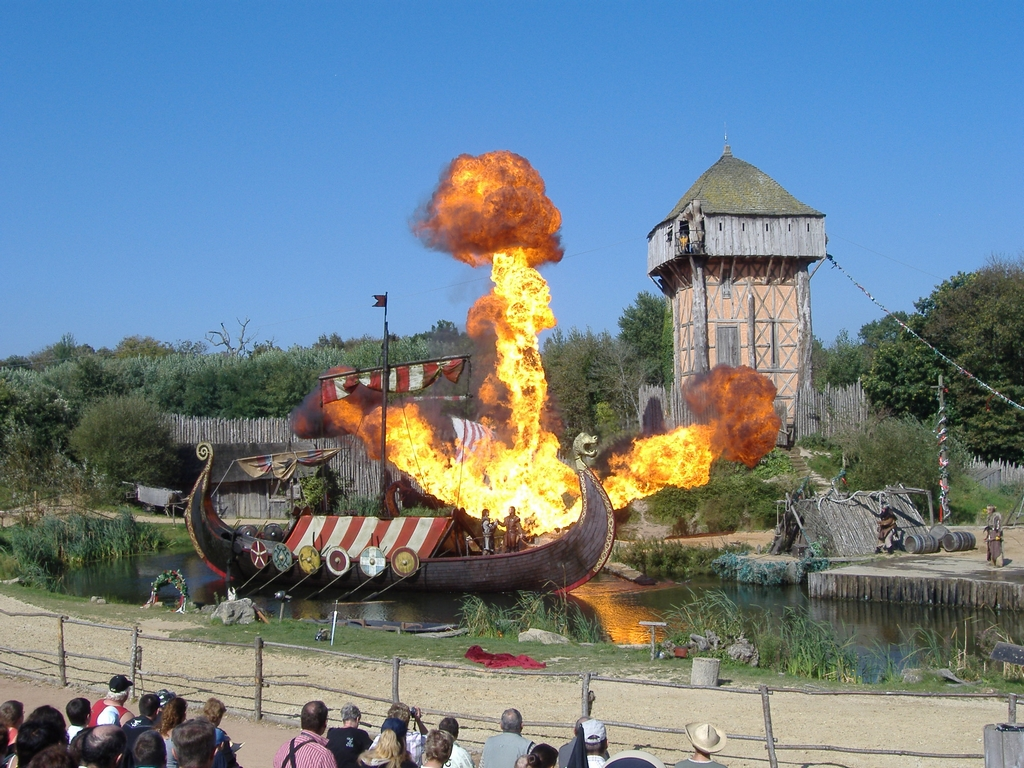
Spectacle des Vikings au Grand Parc du Puy du Fou

- Le parti socialiste, donne le coup d'envoi de la bataille de leur prochain congrès, lors de leur réunion à la cité des sciences et de l'industrie. Ils adoptent une déclaration de principes dans laquelle ils déclarent se convertir officiellement à l'économie du marché, vouloir réformer les statuts du parti et abandonner son ambition révolutionnaire. Tous les prétendants à la succession de François Hollande sont présents : Martine Aubry, Bertrand Delanoë, Julien Dray, Pierre Moscovici, Ségolène Royal.

Faits divers
- Dans la nuit du 14 au 15 juin, à la suite d'un règlement de comptes entre deux bandes et de la mort d'un « jeune » tué d'une balle dans la tête, de graves émeutes se déroulent dans les quartiers de Rome Saint-Charles et du Hamois, deux quartiers sensibles de Vitry-le-François (département de la Marne). Bilan : deux policiers, deux pompiers et cinq manifestants sont blessés, 60 véhicules incendiés, aucune interpellation. Selon la compagnie de gendarmerie du secteur, les mineurs de ces quartiers auraient été responsables en 2007 de 34 % des délits recensés dans le département, contre 23 % en 2006.
- Le premier ministre François Fillon, commente sur France 2 le départ des 24 Heures du Mans, dont il n'a jamais raté une édition depuis son enfance. En 2004, il avait été pilote dans la course « Le Mans classic » des anciens modèles de voitures de course.

### Dimanche 15 juin
Faits divers
- Victoire du constructeur allemand Audi aux 24 Heures du Mans avec sa Audi R10 après 5 192 km de cette course d'endurance. Il s'agit de la huitième victoire du constructeur sur les neuf dernières éditions. Le nouvel échec des Peugeot 908, malgré un potentiel supérieur semble s'expliquer par la somme de nombreuses erreurs de management et de stratégie[1]

### Lundi 16 juin
Politique
- Le président du Conseil constitutionnel, Jean-Louis Debré, invité du « Talk Orange - Le Figaro », met en garde contre « un retour en arrière » avec la réforme qui risque d'« organiser l'impuissance gouvernementale [...] Le grand mérite de la Ve République, c'est d'avoir fait oublier les dysfonctionnements de la IIIe et de la IVe République. [...] Cette architecture [...] est nécessaire pour permettre à la vie politique de s'épanouir. Attention de ne pas changer les fondamentaux. »
- Les routiers, à l'appel des trois principales organisations patronales — FNTR, TLF et Unostra — maintiennent la pression en causant d'importants embouteillages dans les métropoles régionales et dans de nombreuses villes moyennes. rendez-vous est pris jeudi avec le secrétaire d'État aux Transports.
- Les patrons marseillais manifestent contre les grévistes du port opposés à la privatisation des outils de manutention et de leurs salariés. Selon eux, le monopole d'État est le responsable du fait que le port de Marseille continue à perdre des parts de marché alors que le trafic général progresse partout en Europe. La privatisation associée aux atouts de Marseille pourrait permettre la création de quelque dix mille emplois. Les dix semaines de grève en cours auraient fait perdre quelque 22,5 millions d'euros de dommages pour les entreprises travaillant sur le port de Marseille.

Faits divers
- Depuis vendredi, 19 heures, plusieurs alertes anonymes à la bombe visent les TGV du réseau sud-est. Les responsables seraient liés aux ex-Brigades rouges d'extrême gauche et demandent la libération de Cesare Battisti interpellé en mars 2007 à Copacabana. Ces alertes interviennent alors que le premier ministre François Fillon vient de signer le décret d'extradition vers l'Italie de Marina Petrella, ancienne des Brigades rouges.
- Les douanes de Lyon saisissent en deux opérations, plus de 35 000 sacs à main, ceintures, tee-shirts, paires de lunettes contrefaisant des marques de luxe pour une valeur estimée à 3,5 millions d'euros.

Culture
- Décès de l'acteur Henri Labussière (87 ans).

Économie
- EDF Énergies Nouvelles annonce la construction d'une grande centrale solaire de 7 mégawatts dans l'agglomération de Narbonne.

### Mardi 17 juin
Politique
- Le président Nicolas Sarkozy présente le « livre blanc sur la défense et la sécurité nationale » qui définit les priorités stratégiques de la France pour les quinze prochaines années. Ce plan prévoit d'importantes réductions d'effectifs (54 000 suppressions de postes alors que le budget de la défense passe sous la barre des 1,6 % du PIB) et retour de la France au sein du commandement intégré de l'OTAN. Le Renseignement en est la principale innovation et devient la cinquième fonction stratégique, baptisée « Connaissance et anticipation », avec la « dissuasion », la « protection », la « prévention » et l'« intervention ». La présentation du Livre blanc est faite sur la base aérienne de Creil, là où est établie la très secrète Direction du renseignement militaire. Un Conseil national du renseignement sera créé et l'Élysée aura un conseiller chargé de coordonner et mutualiser l'ensemble des services et des moyens, de fournir une analyse autonome au chef de l'État. La mondialisation, l'imbrication des intérêts, la menace terroriste sont les nouveaux défis.
- Dans un entretien au « Talk Orange - Le Figaro », le sénateur maire de Lyon, Gérard Collomb, fer de lance du socialisme municipal, déclare : « La gauche doit évoluer [...] nous voulons des réponses sur le fond. Il faut que le PS cesse de tenir un discours qui est parfois d'un autre âge. [...] le mieux est de commencer par tracer ce que pourrait être notre projet, notamment à partir de l'exemple du socialisme au niveau local. »
- En réponse à la position de l'académie française qui s'oppose à la reconnaissance des langues régionales dans la Constitution, Adrien Zeller, président UMP du Conseil régional d'Alsace estime que ces dernières, « défendues et promues avec intelligence, ne divisent pas, mais enrichissent la nation et notre communauté », les immortels ne sont « ni le législateur, ni le constituant ».

Économie
- La SG Private Banking annonce prendre pour 500 millions de dollars (327 M.€) une participation de 37 % dans 'Rockfeller Financial Services, la structure de gestion d'actifs des Rockfeller gérant 29 milliards de dollars d'actifs.

### Mercredi 18 juin
Politique
- Le Sénat retire, par 216 voix contre 103, l'amendement sur les langues régionales, votées par les députés dans le cadre de la révision constitutionnelle. La Haute Assemblée estime qu'il y a un réel danger de complications de la vie administrative, alors que l'ordonnance de Villers-Cotterêts de 1539 a imposé l'usage du français dans les documents administratifs : certains pourraient demander que les documents administratifs soient aussi rédigés en langue régionale et d'autres pourraient exiger que l'enseignement de ces langues soit rendus obligatoires.
- Un groupe d'officiers supérieurs et de généraux, se donnant comme nom « Surcouf » et estimant ne pas avoir été écoutés lors de la conception du Livre blanc sur la Défense et la sécurité nationale, réfute point par point les mesures présentées la veille par le président de la République. Selon eux, la réforme n'entreprend pas une réflexion complète : définition des ambitions globales de la France, priorités stratégiques, formulation d'un modèle d'armée, équipements.
- Les élus de gauche de l'Île-de-France présentent leurs projets dans le cadre de la réorganisation et de le développement de la région capitale. Ils appellent à une nouvelle solidarité financière et à une taxation des plus-values foncières.

Culture
- Décès du réalisateur de cinéma Jean Delannoy (100 ans).

Économie
- Imperial Tobacco, six mois après le rachat d'Altadis annonce son plan de restructuration. En Europe 5 000 postes seraient menacés dont 1 200 en France sur les 2 200 employés de l'ex-Seita. Plusieurs des huit sites français seraient menacés dont ceux de Metz, de Strasbourg, des Aubrais et du siège parisien (60 % des postes administratifs centraux). Les marques les moins connues devraient disparaître.

Faits divers
- Selon l'Observatoire national interministériel de sécurité routière, le nombre de conducteurs roulant sans permis est estimé en France à un peu moins de 300 000, chiffre beaucoup moins élevés que ceux régulièrement avancés par d'autres intervenants dont certains parlaient de plusieurs millions. L'étude a été faite à partir des dossiers d'accidents routiers et a montré que la conduite sans permis était souvent associée à l'alccol. En 2007, près de 80 000 conducteurs avaient lors d'un contrôle étaient trouvés sans permis dont les trois-quarts n'ont jamais passé le permis de conduire. En 2007, 88 700 permis ont été invalidés.
- La Cour d'appel de Douai suspend le jugement du TGI de Lille de sa décision lequel en annulant un mariage de deux musulmans a fait de la virginité de l'épouse une valeur essentielle.

### Jeudi 19 juin
Politique
- Dans une tribune libre du Figaro plusieurs généraux et officiers supérieurs, signant sous le pseudonyme de « Surcouf » critiquent les réformes envisagées dans le nouveau « livre blanc sur la défense et la sécurité nationale », ce qui provoque la colère du président Nicolas Sarkozy qui exige une enquête de la sécurité militaire.
- Le Parlement approuve définitivement une proposition de loi UMP visant à permettre l'indemnisation des victimes propriétaires de voitures brûlées dans des émeutes à compter du 1er septembre et pour un montant  maximal de 4 000 euros.
- Présentation du « plan stratégique » de réforme du CNRS dans le but de permettre « d'optimiser l'usage des fonds publics ». Une des mesures les plus controversées est la création de huit nouveaux instituts nationaux thématiques (mathématiques, physique, chimie, sciences de l'ingénieur, sciences humaines et sociales, écologie et biodiversité, sciences de la vie, informatique) sur le modèle de ceux existants dans la physique nucléaire (IN2P3) et dans les sciences de l'univers (INSU). Ces nouvelles entités auront le rôle d'« opérateur » de la recherche au travers « d'un noyau de laboratoires », « d'unités stratégiques » et « d'agences de moyen ».
- Selon le procureur, les violences de Vitry-le-François suivant le meurtre d'un « jeune » ont  été organisées.
- De juin 2007 à mai 2008, la France a effectué 29 729 reconduites à la frontière, soit une augmentation de 31 %. 3 633 employés immigrés en situation irrégulière ont été arrêtés (+9,72 %) et 2 228 employeurs ont été interpellés (+105 %).

International
- Le Français, Johan Freckhaus (37 ans), un chef d'entreprise de BTP détenu par les talibans dans la province de Ghazni depuis le 29 mai, est libéré après trois semaines de négociations.

Culture
- Le romancier et ambassadeur Jean-Christophe Rufin est élu à l'académie française au fauteuil d'Henri Troyat (1911-2007).
- Les policiers de l'Office central de lutte contre le trafic des biens culturels découvre dans une cave du XVIIe arrondissement un trésor de sept pièces d'art sacré volées d'une valeur de 5 millions d'euros. Le suspect arrêté, Rachid N. reconnait le vol d'une cinquantaine de pièces inscrites à l'inventaire du patrimoine national, et revendues à des collectionneurs et marchands belges et français.

Économie
- La société « Solaire direct » annonce la prochaine construction d'un parc solaire à Le Poët commune des Hautes-Alpes. Le parc s'étendra sur 16 hectares et produira une puissance de 8 mégawatts pour 1 500 heures d'ensoleillement.
- Une cinquantaine d'hypermarchés et de supermarchés indépendants affiliés à Cora s'apprêtent à rejoindre le groupe Leclerc ce qui lui permet de prendre une position significative en Alsace.
- Le groupe Imperial Tobacco, propriétaire d'Altadis, annonce un lourd plan de restructuration européen prévoyant la suppression de 2 440 emplois soit 6 % des effectifs dont 1 060 en France. Six usines seront fermées dont celles de Strasbourg et Metz.

Sport
- Après un désastreux parcours, l'équipe de France de football est définitivement éliminée de l'Euro 2008 par l'Italie par 2 à 0 à la suite d'une séquence de tirs au but.

### Vendredi 20 juin
Science
- Mise en orbite du satellite franco-américain Jason-2 depuis la base de Vandenberg en Californie capable de mesurer le niveau global des océans avec une précision de 2 cm.

Sport
- À la suite de la victoire de l'équipe de football de Turquie sur celle de Croatie en quart de finale de l'Euro 2008 à Vienne, une marée de supporteurs turcs envahissent les Champs-Élysées, drapeaux nationaux déployés.

### Dimanche 22 juin
- Un hélicoptère a été intercepté avec 560 kg de résine de cannabis, d'une valeur de 600 000 euros, après leur atterrissage en rase campagne près de Béziers. Neuf personnes, dont plusieurs appartenant au milieu corse, sont interpellées dans le cadre de ce trafic de résine de cannabis par hélicoptères entre la Maroc et le sud de la France. Parmi ces neuf personnes figure un ancien président de la chambre de commerce et d'industrie de Corse-du-Sud, déchu de son mandat après une condamnation judiciaire.

### Lundi 23 juin
- Le journaliste François d'Orcival est élu à l'Académie des sciences morales et politiques au fauteuil d'Henri Amouroux (1920-2007).

### Mardi 24 juin
Politique
- Fronde des sénateurs de la majorité présidentielle lors du débat sur la réforme des institutions : ils refusent que les anciens présidents de la République puissent siéger au Conseil constitutionnel en tant que membre de droit à vie (164 voix contre 162) et refusent de limiter l'usage du 49-3 aux projets de loi de finances, de financements de la sécurité sociale et à un seul texte par session.
- Jean-Marie Le Pen fête ses 80 ans et annonce qu'il veut conduire lui-même la campagne aux élections européennes de 2009 : « Je suis le seul député qui ai voté contre la ratification du traité de Rome en 1957 et qui est toujours dans l'arène politique aujourd'hui. [...] Les Français ont besoin d'un certain temps pour admettre que Nicolas Sarkozy les a floués. Les élections européennes de juin 2009 seront l'occasion de le sanctionner. »

Société
- Selon le secrétariat d'État à la Famille, un tiers des jeunes de 9 à 19 ans aurait été en présence d'images et de messages pornographiques sur Internet et 20 % aurait déjà été sollicités sexuellement sur les forums de discussion. Selon l'association E-enfance, les dernières versions des logiciels de contrôle parental ont fait d'importants progrès depuis deux ans et sont devenus efficaces. Cependant, selon l'Union nationale des associations familiales, seuls 30 % des parents ont installé de tels logiciels car l'installation et la mise en fonction de ces logiciels resteraient trop compliquées pour beaucoup de personnes et leur présence ne serait pas pratique lorsqu'il n'existe qu'un seul poste d'accès à internet au domicile.
- Le Comité national contre le tabagisme obtient en référé devant le TGI de Paris, l'interdiction de la commercialisation  en France des feuilles à rouler aromatisés particulièrement appréciées des jeunes fumeurs en raison de leur présentation et de leurs slogans publicitaires déguisés « arôme intense » et « fraîcheur garantie ».

### Mercredi 25 juin
Politique
- La commission Copé remet son rapport sur la réforme de l'audiovisuel public et le président Nicolas Sarkozy annonce que le président de France Télévisions sera désormais nommé en Conseil des ministres. Il désire que la publicité sur les chaînes publiques disparaisse dès 20 heures après le 1er janvier 2009 et veut que soit renforcé « l'identité des chaînes » de service public, avec en particulier de faire un véritable travail de journalisme pour les informations.
- Le président Nicolas Sarkozy annonce la fin de la publicité après 20 heures sur les chaînes publiques dès le 1er janvier 2009, le manque à gagner — 820 millions d'euros en 2007 — sera compensé par une redevance sur les recettes publicitaires des chaînes privées, des opérateurs télécoms et fournisseurs d'accès Internet.

Économie
- L'enseigne Champion du groupe Carrefour doit être remplacée par une nouvelle dénomination Carrefour Market.

### Jeudi 26 juin
Politique
- Nuit de violence des viticulteurs du Languedoc-Roussillon. Le ministère de l'Intérieur évoque une tentative d'homicide sur un gendarme.

Société
- 7,4 millions de contribuables ont déclaré leurs revenus par Internet.
- Selon l'INSEE, le moral des ménages français est tombé à son plus bas niveau depuis vingt ans avec un solde de -46.
- Selon un rapport de la Commission de sécurité des consommateurs, 40 % des piscines privées en France ne sont pas encore équipées des dispositifs de sécurité obligatoires depuis janvier 2006. Au cours de l'été 2006, 21 enfants de moins de six ans sont morts noyés dans des piscines familiales sur 119 noyades.
- Selon la sécurité routière[2] le grand gibier sauvage est en pleine croissance depuis dix ans : sangliers, 1 million contre 250 000, chevreuils, 1,8 million contre 250 000, cerfs et biches, 170 000 contre 40 000.

Économie
- Le groupe Intermarché présente son plan de rajeunissement de l'enseigne, pour un coût de 200 millions, dans le but d'homogénéiser un parc estimé trop hétérogène autour de plusieurs types de magasins : hypermarché généraliste, supermarché généraliste, épicerie rurale, superalimentaire et magasin de centre-ville. Le groupe va aussi développer la chaîne Netto, offrir une carte bancaire, mettre en place une formule « drive ».

### Vendredi 27 juin
Politique
- Le président Nicolas Sarkozy annonce l'installation d'une groupe de travail, confié à Jean-Michel Darrois, pour étudier la création d'une grande profession du droit, une idée tirée du rapport Attali. Cette profession, sur le modèle ango-saxon, engloberait les avocats, les conseils en propriété industrielle, les notaires et les avoués.
- Dans un entretien au Figaro, Olivier Besancenot pose les bases de son Nouveau Parti anticapitaliste, qu'il définit comme « une force politique qui compte peser et contester l'hégémonie du PS sur le restant de la gauche » estimant que le PS est « complètement à côté de la plaque et des préoccupations de la population ».

Société
- Le président Sarkozy annonce le doublement du nombre de radars sur les routes d'ici 2012, au nombre de 2 037 actuellement. 8 millions d'avis de contraventions ont été émis en 2007 pour 450 millions d'euros.
- Décès du compositeur Frédéric Botton.

Affaires
- L'enquête criminelle sur l'affaire du meurtre de Sophie Toscan du Plantier le 24 décembre 1996 est relancé par le juge français qui ordonne l'exhumation du corps pour une nouvelle autopsie. La culpabilité de son voisin le journaliste anglais Ian Bailey n'a jamais pu être prouvée[3].
- Dans le cadre de l'affaire des tableaux volés au Musée des Beaux-Arts de Nice, un Français installé en Floride est inculpé. Une dizaine de suspects ont été interpellés au début du mois dans la région de Marseille.
- Mise en examen et en détention de huit personnes dans le cadre de l'affaire du trafic de résine de cannabis par hélicoptères entre la Maroc et le sud de la France.

### Samedi 28 juin
Politique
- Parti socialiste : Ségolène Royal présente sa contribution au prochain congrès de Reims, dans le cadre d'un meeting devant un millier de sympathisants, essentiellement orienté vers la contestation de la politique de Nicolas Sarkozy. D'autres intervenants ont pris la parole : Delphine Batho, Thomas Piketty, Ariane Mnouchkine, Aurélie Filippetti et Edwy Plenel. Sa contribution comprend 83 propositions réparties en « sept piliers ». Vincent Peillon estime qu'il ne devrait plus y avoir de « débats tabous » : « Nous n'en pouvons plus de lire le XXIe siècle avec les lunettes du XXe siècle, quand ce ne sont pas celle du XIXe siècle ».

### Dimanche 29 juin
Politique
- Le sénateur Jean Arthuis et le groupe Union centriste-UDF du Sénat lancent un réseau d'associations départementales dans le but de créer une nouvelle formation héritière de Jean Lecanuet, Valéry Giscard d'Estaing et Simone Veil, le Nouveau Centre réunissant toutes les chapelles centristes : élus de l'UDF historique, déçus de l'UDF-MoDem, ralliés du Parti radical, démocrates-chrétiens de l'UMP, anciens du part libéral (Serge Lepeltier), Forum des Républicains sociaux (Christine Boutin)[4].

Faits divers
- Tragédie lors de la journée portes ouvertes au 3e RPIMa de Carcassonne : lors d'une démonstration d'une opération anti-terroriste, un sergent tire à balles réelles vers la foule, faisant 17 blessés dont 4 dans un état grave. Le président Nicolas Sarkozy promet aussitôt des « sanctions exemplaires » et se rendant sur place pour rencontrer les victimes et leurs familles, il fustige les hauts gradés, dont le chef d'état-major, le général Bruno Cuche, en les apostrophant « Vous êtes des amateurs ! Vous n'êtes pas des professionnels », ce qui crée un sentiment de malaise dans l'armée française.
- Décès du chef d'orchestre Jacques Roussel.

### Lundi 30 juin
Politique
- Philippe de Villiers fait son retour sur la scène politique nationale après un an de retrait et le "non" irlandais au traité de Lisbonne. Il reproche au chef de l'État de « conduire doucement vers une adhésion de la Turquie ». L'Union pour la Méditerranée est une bonne idée qui a dégénéré en nébuleuse technocratique et a créé de la confusion.

Régions
- Inauguration d'Evéole, tram sur pneus du Douaisis, et mise en service de ce dernier à partir du 2 juillet.
- Annonce du projet de construction de deux tours jumelles de 164 m de haut en bord de seine à Levallois-Perret (Hauts-de-Seine) par l'homme d'Affaires saoudien Cheikh al-Jaber. D'un coût d'un milliard d'euros, la surface de cet ensemble sera de 125 000 m².